# Sonatinas para violín, op. 137 (Schubert)
En 1816, Franz Schubert compuso sus tres primeras sonatas para violín, las de número de catálogo D 384, 385 y 408. Fueron publicadas tras la muerte del compositor como Sonatinas en 1836 ( Op. posth. 137). Estas sonatinas respiran una atmósfera íntima y requieren relativamente poco virtuosismo por parte de sus intérpretes, aunque algunos grandes violinistas como Isaac Stern tuvieron predilección por ellas. 

## Historia
Schubert era un violinista consumado y ya había compuesto extensamente para violín, incluidos más de una docena de cuartetos de cuerda, cuando comenzó a escribir estas sonatas para violín a los 19 años.    Las composiciones para violín y piano D. 384, 385 y 408 fueron nombradas Sonatas en las partituras autógrafas de Schubert.   Fueron nombradas Sonatinas cuando se publicaron póstumamente como op. 137 en 1836. 

## Estructura
Las Sonatinas op. 137 son de un tamaño modesto (más bien comparables con las sonatas para violín de Mozart que con las de Beethoven), de ahí el apelativo de "Sonatinas".   

### N.° 1 en re mayor, D 384
Schubert escribió marzo de 1816 en la partitura autógrafa de su Sonata para violín y piano en re mayor (D 384).   La sonata tiene tres movimientos: 
1. Allegro molto
2. Andante
3. Allegro vivace

### N.° 2 en la menor, D 385
Titulada por el compositor "Sonata II" y fechada en marzo de 1816 en la partitura autógrafa, la Sonata para violín y piano en la menor (D 385) tiene cuatro movimientos: 
1. Allegro moderado
2. Andante
3. Menuetto: Allegro
4. Allegro

### N.° 3 en sol menor, D 408
Schubert fechó la Sonata para violín y piano en sol menor (D 408) de abril de 1816 en la partitura autógrafa, y la tituló "Sonata III".  La sonata tiene cuatro movimientos: 
1. Allegro giusto
2. Andante
3. Menuetto: Allegro vivace
4. Allegro moderato

### Publicación
La edición recopilada del siglo XIX publicó las composiciones de Schubert para piano y otro instrumento en su octava serie en 1886, editada por Ignaz Brüll. Las piezas segunda a cuarta de ese volumen fueron estas tres primeras sonatas para violín de Schubert (D 384, 385 y 408), que ya habían sido publicadas en 1836, por Diabelli & Co. como Drei Sonatinen für Piano-Forte und Violine, op. post. 137.  
La Serie VI, Volumen 8 de la Nueva Edición Schubert, publicada en 1970, contenía las mismas obras que la Serie VIII de la edición completa del siglo XIX, pero las presenta en orden cronológico de composición, comenzando así con las tres Sonatinas Op. 137. 

### Grabaciones seleccionadas
- 1978-1979: Schubert: Música para violín y piano. Szymon Goldberg (violín) y Radu Lupu (piano). Decca ;466 748-2 (2 Caja de CD (también contiene el Dúo en La mayor, la Fantasía en Do mayor y una versión de la Sonata para Arpegios ).
- 1988: Schubert: Música para violín y piano. Isaac Stern (violín) y Daniel Barenboim (piano). Sony
- 2020: Schubert: 3 Sonatas para violín . Peter Sheppard Skærved (violín) y Julian Perkins (piano cuadrado). Registros de Atenas 23208